# Pierre de Beauvais
Pour les articles homonymes, voir Pierre de Beauvais (homonymie) et de Beauvais.
Œuvres principales
Bestiaire
Pierre de Beauvais ou Pierre le Picard est un auteur français du XIIIe siècle, connu pour ses traductions, notamment son bestiaire rédigé en dialecte picard.

## LeBestiaire
L'œuvre écrite de Pierre de Beauvais a été agrémentée d’enluminures. 

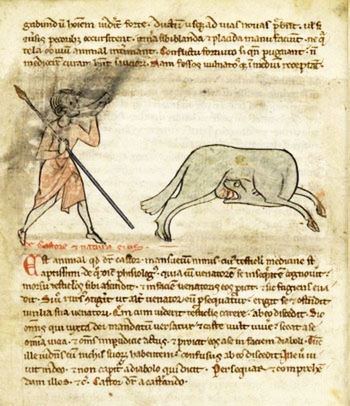
Le mythe antique du castor s'émasculant

Selon Bianciotto, son Bestiaire reprend une légende de l'Antiquité voulant qu'un castor poursuivi par un chasseur soit capable de s'émasculer, pour laisser au chasseur son précieux castoréum. En français moderne, le texte explique que quand il voit le chasseur s'approcher de lui, le bièvre (castor) 
— Gabriel Bianciotto, Bestiaires du Moyen Âge, mis en français moderne

## Œuvres
- Bestiaire de Pierre de Beauvais, version longue (71 chapitres)
- Bestiaire de Pierre de Beauvais, version courte (38 chapitres)[3],[4],
- La Mappemonde de Pierre de Beauvais[5],
- La Vie de saint Eustache[6],
- La Vie de saint Germer[7],
- La Vie de saint Josse[7].

## Galerie

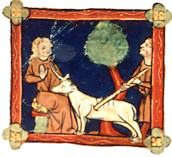
Chasse à la licorne, du Bestiaire
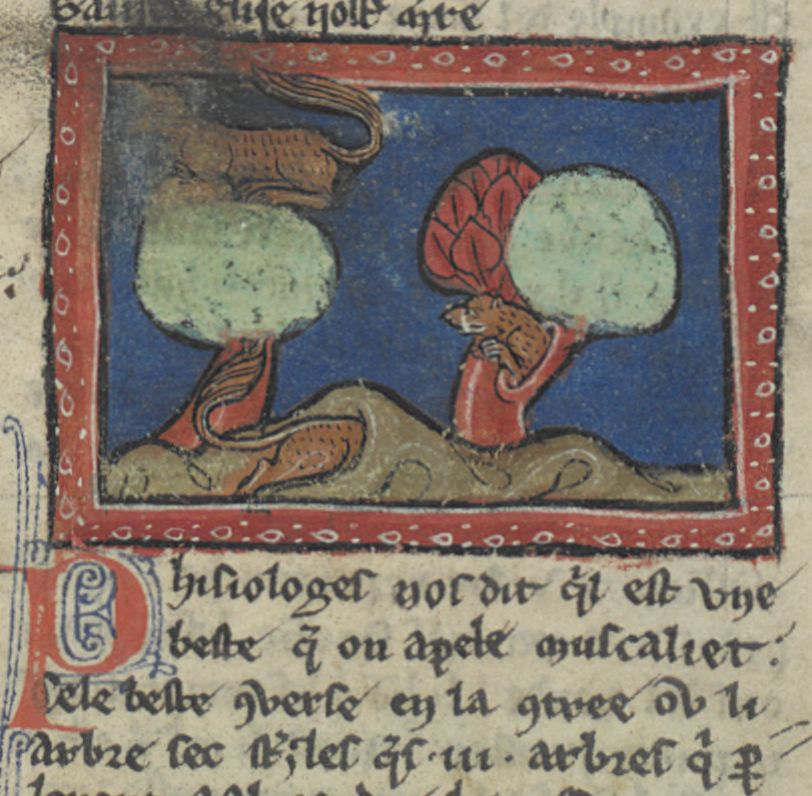
Un muscaliet, décrit par le Bestiaire

## Pour approfondir